# 普柳希夫卡
47°24′1″N 32°18′35″E / 47.40028°N 32.30972°E
普柳希夫卡（烏克蘭語：Плющівка），是烏克蘭的村落，位於該國南部尼古拉耶夫州，由巴什坦卡區負責管轄，始建於1803年，面積1.06平方公里，海拔高度44米，2001年人口734，人口密度每平方公里602.5人。